# Sonho de uma Noite de Verão (1935)
A Midsummer Night's Dream (bra/prt: Sonho de uma Noite de Verão) é um filme estadunidense de 1935, dos gêneros fantasia e comédia romântica, dirigido por Max Reinhardt e William Dieterle, e estrelado por James Cagney, Joe E. Brown, Dick Powell, Jean Muir, Victor Jory, Verree Teasdale, Hugh Herbert, Anita Louise e Frank McHugh. O roteiro de Charles Kenyon e Mary C. McCall, Jr. foi baseado na peça teatral homônima de 1596, de William Shakespeare.
A peça, classificada como comédia, é uma das obras teatrais mais populares de Shakespeare e é amplamente apresentada em todo o mundo. As sequências de balé com as fadas foram coreografadas por Bronislava Nijinska.

## Sinopse
Os planos de casamento real de Teseu (Ian Hunter), o duque de Atenas, e Hipólita (Verree Teasdale), a rainha das Amazonas, se sobrepõem às travessuras das fadas da floresta. Oberon (Victor Jory), o rei dos elfos, auxiliado por Puck (Mickey Rooney), começa a brincar com a paixão dos mortais e trocar casais, fazendo Titânia (Anita Louise), a rainha das fadas, se apaixonar pelo tecelão Nick Bottom (James Cagney).

## Elenco
A corte ateniense
- Ian Hunter como Teseu, o duque de Atenas
- Verree Teasdale como Hipólita, a rainha das Amazonas e noiva de Teseu
- Hobart Cavanaugh como Filóstrato, diretor de festas na corte de Teseu
- Dick Powell como Lisandro, apaixonado por Hérmia
- Ross Alexander como Demétrio, apaixonado por Hérmia
- Olivia de Havilland como Hérmia, apaixonada por Lisandro
- Jean Muir como Helena, apaixonada por Demétrio
- Grant Mitchell como Egeu, pai de Hérmia

Os atores
- Frank McHugh como Quince, o carpinteiro
- Dewey Robinson como Snug, o marceneiro
- James Cagney como Bottom, o tecelão
- Joe E. Brown como Flute, o remenda-foles
- Hugh Herbert como Snout, o caldeireiro
- Otis Harlan como Starveling, o alfaiate
- Arthur Treacher como Epílogo

As fadas e os elfos
- Victor Jory como Oberon, o rei dos elfos
- Anita Louise como Titânia, a rainha das fadas
  - Carol Ellis como A voz cantada de Titânia
- Nina Theilade como Fada de Titânia
- Mickey Rooney como Puck ou Bom Robin, um elfo
- Katherine Frey como Flor-de-Ervilha
- Helen Westcott como Teia-de-Aranha
- Fred Sale como Traça
- Billy Barty como Semente-de-Mostarda
- Peggy Lynch como Fadinha

Notas do elenco:
Muitos dos atores nesta versão nunca haviam feito uma obra de Shakespeare e não o fariam novamente, especialmente Cagney e Brown, que, no entanto, foram muito aclamados por suas atuações. Muitos críticos concordaram que Dick Powell foi erroneamente escalado como Lisandro, e Powell concordou com o veredito. Olivia de Havilland originalmente interpretou o papel de Hérmia na produção da peça teatral de Max Reinhardt no Hollywood Bowl. Embora o elenco da peça teatral tenha sido substituído principalmente por atores contratados da Warner Bros., de Havilland e Mickey Rooney foram escalados para reprisar seus papéis originais.
O diretor de vanguarda Kenneth Anger afirmou em seu livro "Hollywood Babylon II" ter interpretado o príncipe changeling neste filme quando era criança, mas, na verdade, o papel foi interpretado pela atriz mirim Sheila Brown.

## Produção
O diretor austríaco Max Reinhardt não falava inglês na época da produção do filme. Ele deu ordens aos atores e equipe em alemão, com William Dieterle sendo seu intérprete. O filme foi proibido na Alemanha Nazista por causa da origem judaica de Reinhardt, Felix Mendelssohn Bartholdy e Erich Wolfgang Korngold.
O cronograma de filmagens teve que ser reorganizado depois que Mickey Rooney quebrou a perna enquanto brincava num tobogã em Big Pines, na Califórnia. Como a produção era muito cara para ser adiada, as cenas restantes do garoto tiveram que ser filmadas por um substituto, George Breakston. Folhagens e buracos no chão foram os métodos utilizados para esconder a perna quebrada de Rooney, assim permitindo que ele completasse as cenas. De acordo com o livro de memórias de Mickey, Jack L. Warner ficou furioso e ameaçou matá-lo e depois quebrar sua outra perna.
A produção marca o primeiro trabalho de Olivia de Havilland no cinema, ainda que tenha sido lançado no fim de 1935, após os lançamentos de "Alibi Ike" e "The Irish in Us", filmes que a atriz gravou depois do término das filmagens de "A Midsummer Night's Dream". 

## Recepção
O filme fracassou nas bilheterias e recebeu críticas mistas, mas a fotografia, o uso da música de Mendelssohn e as sequências de dança foram muito elogiadas. Embora James Cagney tenha sido aclamado por sua atuação, a Warner Bros. foi criticada pelo crítico de cinema Richard Watts, Jr. por se "enfraquecer" o suficiente para escalar um ator "cuja atuação não é muito menos que fatal", referindo-se ao favorito de bilheteria Dick Powell, então em sua fase "crooner de Hollywood", que supostamente percebeu que era completamente errado para o papel de Lisandro e pediu para ser retirado do filme, mas sem sucesso.
A revista Variety escreveu sobre o filme: "A questão de saber se uma peça de Shakespeare pode ser produzida com sucesso em uma escala pródiga para os filmes é respondida afirmativamente por esse esforço louvável ... A fantasia, os balés das coortes de Oberon e Titânia, e os personagens nas sequências misteriosas são convincentes e a ilusão atraente. O filme está repleto de cenas encantadoras, lindamente fotografadas e apresentadas de forma charmosa. Todos os devotos de Shakespeare ficarão satisfeitos com o tratamento calmante dado à trilha sonora de Mendelssohn ... As mulheres são uniformemente melhores que os homens. Elas obtêm mais de suas falas. A escalação de Dick Powell para interpretar Lisandro foi infeliz. Ele nunca parece captar o espírito da peça ou do papel. E Mickey Rooney, como Puck, está tão empenhado em ser fofo que se torna quase irritante. Há algumas atuações excelentes, no entanto, notadamente Victor Jory como Oberon. Sua dicção clara e distinta indica o que pode ser feito com uma recitação cuidadosa e boa gravação; Olivia de Havilland, como Hérmia, é uma boa artista aqui; as outras são Jean Muir, Verree Teasdale e Anita Louise, a última linda como Titânia, mas ocasionalmente indistinta em suas falas".
Andre Sennwald, em sua crítica para o jornal The New York Times, escreveu que o filme "não era uma obra-prima", mas um "esforço corajoso, bonito e interessante" com "momentos mágicos em que tudo ganha vida", elogiando suas "grandes ambições e interesse incansável ... um crédito para a Warner Brothers e a indústria cinematográfica". Ele elogiou a trilha sonora "magnífica" de Korngold e a direção de Dieterle como "extremamente hábil na execução de um contraponto narrativo para as quatro situações distintas", mas criticou os balés, os goblins e os "truques mecânicos inteligentes", como o fio visível que sustenta Puck no ar". Sennwald também elogiou os palhaços, escrevendo que a de Brown foi "a melhor performance do show" e chamando Herbert e McHugh de "turbulentos". O "notável" Puck de Rooney foi "uma das maiores delícias do trabalho", mas Cagney era "muito dinâmico" para interpretar o "enfadonho" Bottom, e a "severa sobriedade" do Oberon de Jory "dificilmente parece apropriado" para o "excêntrico" rei das fadas.
Graham Greene, em sua crítica para o The Spectator, discutiu as críticas contemporâneas mistas do filme e afirmou que gostou do filme – algo que Greene especulou que poderia ser atribuído à sua falta de afeto pela peça. Ele caracterizou a atuação como "fresca e vívida" devido à falta de "dicção e comportamento adequados de Shakespeare"; no entanto, ele criticou a direção do filme, observando que Reinhardt parecia "incerto quanto ao seu novo meio" e que "grande parte da produção está ... à beira do absurdo porque Herr Reinhardt não consegue visualizar como suas ideias funcionarão na tela".
Hoje, o filme recebe majoritariamente críticas positivas. Emanuel Levy escreveu: "Ousada e impressionante, a versão cinematográfica de Reinhardt de sua famosa produção de Shakespeare no Hollywood Bowl foi indicada ao Oscar de melhor filme". No Rotten Tomatoes, site agregador de críticas, 91% das 11 críticas do filme são positivas.

## Lançamento e distribuição

### Cancelamentos
Na época, os cinemas assinavam um contrato para exibir o filme, mas tinham o direito de desistir da exibição em um determinado período de tempo. Os cancelamentos da produção aconteceram entre 20 e 50 vezes nas primeiras semanas. O filme estabeleceu um novo recorde, com 2.971 cancelamentos.

### Tempos de exibição
O filme foi lançado pela primeira vez com 132 minutos, mas foi editado para 117 minutos em seu lançamento. A versão completa de 132 minutos não foi vista novamente até ser exibida na televisão em 1994. O filme foi então relançado em sua extensão completa em VHS (seu primeiro lançamento em vídeo foi da versão editada). Exibições posteriores no Turner Classic Movies restauraram a abertura pré-créditos do filme e sua música de saída, nenhuma das quais havia sido ouvidas desde as exibições de 1935. Em agosto de 2007, foi lançado em DVD pela primeira vez, individualmente e como parte da box set "The Shakespeare Collection".

## Prêmios e indicações
| Ano  | Cerimônia | Categoria                     | Indicado       | Resultado | Ref.          |
| ---- | --------- | ----------------------------- | -------------- | --------- | ------------- |
| 1936 | Oscar     | Melhor filme                  | Henry Blanke   | Indicado  | [ 17 ] [ 18 ] |
| 1936 | Oscar     | Melhor fotografia             | Hal Mohr       | Venceu    | [ 17 ] [ 18 ] |
| 1936 | Oscar     | Melhor montagem               | Ralph Dawson   | Venceu    | [ 17 ] [ 18 ] |
| 1936 | Oscar     | Melhor assistência de direção | Sherry Shourds | Indicada  | [ 17 ] [ 18 ] |

Hal Mohr não foi indicado por seu trabalho no filme; ele ganhou o Oscar graças a uma campanha popular. Foi Mohr quem decidiu que as árvores do cenário deveriam ser borrifadas com tinta laranja, dando-lhes o brilho misterioso que aumentava o efeito de "terra encantada" do filme. No ano seguinte, a Academia de Artes e Ciências Cinematográficas declarou que não aceitaria mais cédulas extras de votação para os prêmios.

## Música
As músicas de Felix Mendelssohn Bartholdy foram utilizadas, mas reorquestradas por Erich Wolfgang Korngold. Nem todas as composições eram da música incidental que Mendelssohn compôs para "Sonho de uma Noite de Verão", em 1843. Outras peças utilizadas foram trechos da "Sinfonia n.º 3 Escocesa", da "Sinfonia n.º 4 Italiana", e da "Lieder ohne Worte", entre outras.

## Shakespeare in Hollywood
Originalmente encomendada pela Royal Shakespeare Company, a peça do dramaturgo Ken Ludwig, "Shakespeare in Hollywood", teve sua estreia mundial em setembro de 2004, em Washington, D.C. A produção ganhou o Prêmio Helen Hayes de Melhor Nova Peça. Oberon e Puck são magicamente transportados para a Hollywood de 1934 e se envolvem na conturbada produção deste filme. Personagens "reais" no elenco incluem Jack Warner, Max Reinhardt, Will Hays, Joe E. Brown e Jimmy Cagney. "Quando o encanto da tela encontra a magia da Terra das Fadas, todo o inferno se abre e somos tratados com transformações, cenas de perseguição e o tipo de destruição que apenas isso pode causar. Shakespeare in Hollywood é uma brincadeira sobrenatural, cheia de entretenimento e até mesmo um pouco de educação".